# ローズ家の戦争
『ローズ家の戦争』（The War of the Roses）は、1989年にアメリカ公開されたダニー・デヴィート監督、マイケル・ダグラス主演のブラックコメディ映画。原作はウォーレン・アドラー(en)が1981年に書いた同名小説(en)。原題はローズ家の夫婦の争いを中世イングランドの薔薇戦争（Wars of the Roses）にたとえた洒落となっている。
日本公開時のキャッチコピーは「家もベッドもまっ二つ」。

## 概要
個性派俳優のダニー・デヴィートが、『鬼ママを殺せ』に引き続き監督を務めた第2作目の作品。『ロマンシング・ストーン 秘宝の谷』、『ナイルの宝石』で共演したマイケル・ダグラスとキャスリーン・ターナーが険悪になり行く悲劇の夫婦を演じている。その他、『バグダッド・カフェ』においてドイツからやって来た主人公を静かに演じて高い評価を得たドイツ人女優のマリアンネ・ゼーゲブレヒトや、『グーニーズ』の主人公マイキー役のショーン・アスティンらが脇を固めている。製作にはジェームズ・L・ブルックスとアーノン・ミルチャン、音楽はデヴィート作品に常連のデヴィッド・ニューマンが担当している。またマイケル・ダグラス演じるオリバーの愛車は60年型のモーガン・プラス4、キャスリン・ターナー演じるバーバラの愛車は89年型のGMCジミー1500(V-1500)がそれぞれ使用され、クライマックスで車を使って二人が大喧嘩を行うシーンが話題となった。

## あらすじ
弁護士のギャビン（ダニー・デヴィート）は、客から離婚に関する依頼を受けて、昔を回想し始める。
時は17年前の海辺の町。まだ若かりし頃のバーバラ・ローズ（キャスリーン・ターナー）とオリバー・ローズ（マイケル・ダグラス）が地元のオークション会場で出会った。2人は熱烈な愛に燃え、結婚し、子宝にも恵まれて順風満帆な家庭を築きつつあった。弁護士としてのオリバーも法律事務所の上役へ昇進し、念願の豪華な一軒家まで購入。子供たちが成長して、だんだん手がかからなくなり始めた頃、二人の溝は徐々に深まりつつあった。
バーバラは自分でビジネスを始めて、オリバーに対する愛に疑問を抱き始める。そしてそんなある日、オリバーが内臓に異変をきたして病院に運ばれる。だがそのことを知りつつも、バーバラは見舞いにすら訪れなかった。そのことに腹を立てるオリバーに対しても平謝りのバーバラ。もうバーバラの中に既にオリバーに対する愛はなかった。
ある日、バーバラはオリバーに対して離婚を申し出る。養育権と豪邸の所有権を申し立てるバーバラだったが、そんな彼女にオリバーは待ったをかけた。一度は未練から離婚を考え直すようバーバラに提案するオリバーだが、妻はそんな夫を相手にもしない。次第に火花が散り始めた2人はとうとう険悪な仲に。オリバーもギャビンを雇い、壮絶な“戦争”が始まるのだった。

## キャスト
| 役名                 | 俳優                       | 日本語吹替                                    | 日本語吹替              |
| 役名                 | 俳優                       | ソフト版                                      | フジテレビ版            |
| -------------------- | -------------------------- | --------------------------------------------- | ----------------------- |
| オリバー・ローズ     | マイケル・ダグラス         | 小川真司                                      | 小川真司                |
| バーバラ・ローズ     | キャスリーン・ターナー     | 藤田淑子                                      | 田島令子                |
| ギャビン・ダマート   | ダニー・デヴィート         | 石田太郎                                      | 青野武                  |
| スーザン             | マリアンネ・ゼーゲブレヒト | 高島雅羅                                      | 秋元千賀子              |
| ジョシュ             | ショーン・アスティン       | 広中雅志                                      | 鳥海勝美                |
| キャロリン           | ヘザー・フェアフィールド   | 江森浩子                                      | 鈴鹿千春                |
| モリーン             | パトリシア・アリソン       | 谷育子                                        | 浅井淑子                |
| マーシャル           | ピーター・ハンセン         | 阪脩                                          | 藤本譲                  |
| ゴードン医師         | デヴィッド・ウォール       | 梅津秀行                                      | 有本欽隆                |
| ヒラーマン医師       | マイケル・アドラー         | 辻谷耕史                                      | 中田和宏                |
| ハリー・サーモント   | G・D・スプラドリン         | 有本欽隆                                      | 北村弘一                |
| 椅子の男             | ダン・カステラネタ         | 牛山茂                                        | 清川元夢                |
| 夫人                 |                            |                                               | 紗ゆり                  |
| 看護師               |                            |                                               | 土方優人                |
| 看護師               |                            | 高島雅羅                                      | 真柴摩利                |
| ボーイフレンド       |                            |                                               | 相沢正輝                |
| アシスタント         |                            |                                               | ならはしみき            |
| その他               | N/A                        | 速見圭 峰恵研 藤夏子 佐藤智恵 小島敏彦 茶風林 | N/A                     |
| 日本語版制作スタッフ |                            |                                               |                         |
| 演出                 | 演出                       | 山田悦司                                      | 春日正伸                |
| 翻訳                 | 翻訳                       | 宇津木道子                                    | 入江敦子                |
| 調整                 | 調整                       |                                               | 栗林秀年                |
| 効果                 | 効果                       |                                               | 関根正治                |
| 担当                 | 担当                       |                                               | 山形淳二 （フジテレビ） |
| 制作                 | 制作                       | テレビハウス                                  | ムービーテレビジョン    |

- ソフト版：VHS・DVD収録
- フジテレビ版：初回放送1992年10月24日『ゴールデン洋画劇場』

## スタッフ
- 監督：ダニー・デヴィート
- 製作：ジェームズ・L・ブルックス、アーノン・ミルチャン
- 原作：ウォーレン・アドラー
- 脚本：マイケル・リーソン
- 音楽：デヴィッド・ニューマン
- 撮影：スティーヴン・H・ブラム
- 編集：リンジー・クリングマン

## リメイク
『ローズ家〜崖っぷちの夫婦』（2025年秋日本公開）
2024年4月3日、リイマジニング作品が製作されることが発表された。監督：ジェイ・ローチ・脚本：トニー・マクナマラで、ベネディクト・カンバーバッチとオリヴィア・コールマンが主演することが決定している。